# Демидов, Владимир Алексеевич
Владимир Алексеевич Демидов (1913-1980) — майор Советской Армии, участник Великой Отечественной войны, Герой Советского Союза (1944).

## Биография
Владимир Демидов родился 28 июля 1913 года в Житомире в рабочей семье. В 1931—1934 годах был рабочим Житомирского кирпичного завода, заочно окончил Житомирской техникум механической обработки древесины. В мае 1934 года Демидов был призван на службу в Рабоче-крестьянскую Красную Армию. В 1937 году он окончил военную авиационную школу, затем курсы усовершенствования командного состава. Принимал участие в советско-финской войне. С июня 1941 года — на фронтах Великой Отечественной войны. Принимал участие в боях на Закавказском, Северо-Кавказском, 4-м Украинском и 2-м Белорусском фронтах. В боях два раза был ранен.
Участвовал в битве за Кавказ, освобождении Тамани и Крыма, Белорусской ССР. Летал на штурмовике «Ил-2», совершал штурмовки скоплений вражеской живой силы и боевой техники, в том числе морского транспорта, нанеся противнику серьёзный урон. К октябрю 1944 года гвардии капитан Владимир Демидов командовал эскадрильей 7-го гвардейского штурмового авиаполка 230-й штурмовой авиадивизии 4-й воздушной армии 2-го Белорусского фронта.

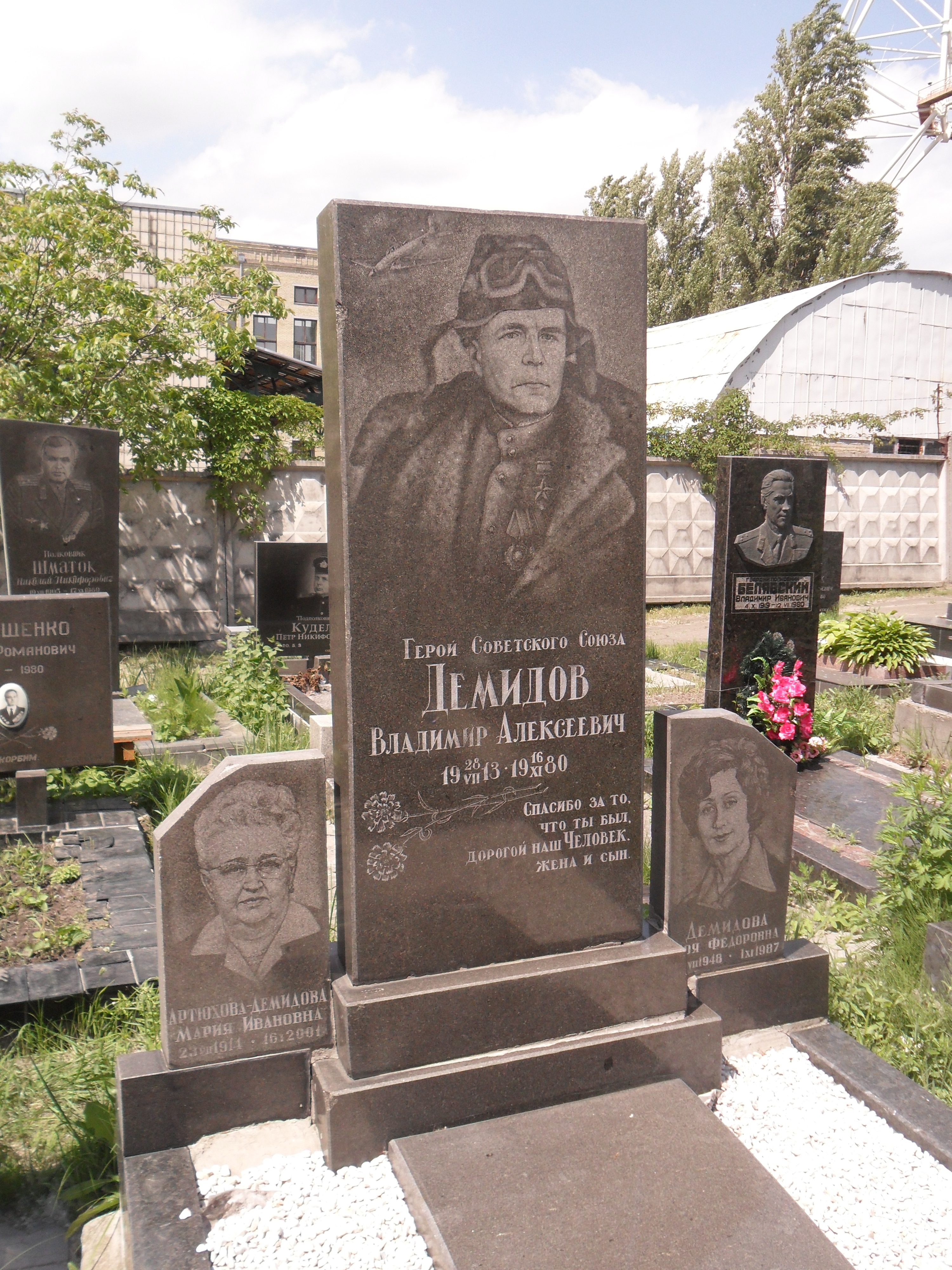
Могила Демидова на Лукьяновском военном кладбище Киева.

Указом Президиума Верховного Совета СССР от 26 октября 1944 года за «героизм и мужество, проявленные при выполнении боевых заданий командования» гвардии капитан Владимир Демидов был удостоен высокого звания Героя Советского Союза с вручением ордена Ленина и медали «Золотая Звезда» за номером 4516.
В 1945 году Демидов окончил высшие офицерские лётно-тактические курсы. В августе 1946 года в звании майора он был уволен в запас. Проживал в Киеве. Умер 16 ноября 1980 года, похоронен на Лукьяновском военном кладбище Киева.
Был также награждён тремя орденами Красного Знамени, орденом Отечественной войны 1-й степени, рядом медалей.